# 里普利 (紐約州)
里普利（英語：Ripley）是位於美國紐約州學托擴縣的普查規定居民點。

## 人口
根據2020年美國人口普查的數據，里普利的面積為3.55平方千米，皆為陸地。當地共有人口852人，而人口密度為每平方千米240人。